# Mika Hannula
Mika Stefan Hannula (Huddinge, 2 aprile 1979) è un ex hockeista su ghiaccio svedese.

## Palmarès

### Olimpiadi
- Oro a Torino 2006.

### Mondiali
- Argento a Finlandia 2003.
- Oro a Lettonia 2006.